# Gain Glacier
Gain Glacier är en glaciär i Antarktis. Den ligger i Västantarktis. Argentina, Chile och Storbritannien gör anspråk på området. Gain Glacier ligger 459 meter över havet.
Terrängen runt Gain Glacier är lite bergig. Trakten är obefolkad. Det finns inga samhällen i närheten.